# 阿扎姆·沙

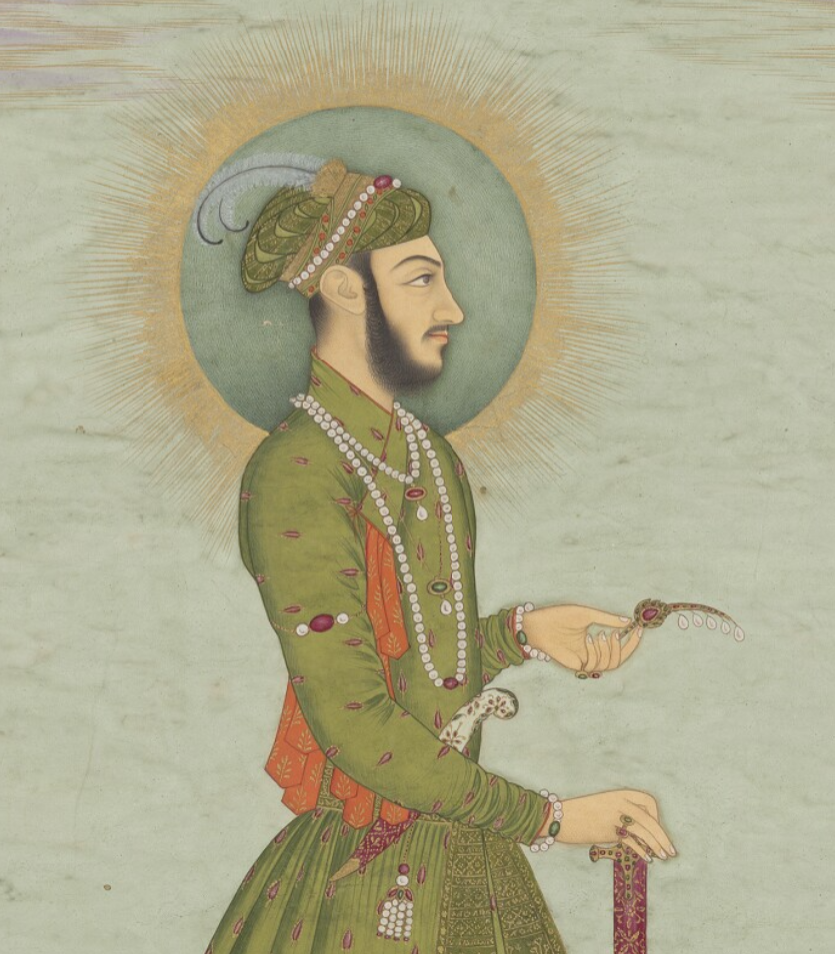
阿扎姆·沙畫像

米爾扎·阿布爾·法亞茲·庫特卜丁·穆罕默德·阿扎姆（Mirza Abu'l Fayaz Qutb-ud-Din Mohammad Azam，1653年6月28日—1707年6月20日），通稱阿扎姆·沙（Azam Shah），是蒙兀兒帝國第六任皇帝奧朗則布的第三子，阿扎姆的生母為蒂爾拉絲·芭奴·貝居姆，她是奧朗則布的首席配偶，擁有薩法維帝國皇室的血統。
1681年8月12日，阿扎姆被父親任命為帝國的法定繼承人（Shahi Ali Jah），並一直擔任該職位直到奧朗則布去世為止，在他漫長的軍事生涯中，阿扎姆曾擔任貝拉爾蘇巴、摩臘婆、孟加拉、古吉拉特和德干的總督。1707年3月14日，父親奧朗則布去世後，阿扎姆在艾哈邁德訥格爾登上孔雀寶座，加冕為蒙兀兒皇帝，然而，在後來1707年6月20日爆發的賈賈烏戰役中，阿扎姆被同父異母的哥哥巴哈杜爾·沙擊敗，阿扎姆和自己的三個兒子比達爾·巴赫特、賈萬·巴赫特（Jawan Bakht）以及西坎達爾·桑（Sikandar Shan）皆於該場戰役中陣亡。